# Tajurmientos
Tajurmientos es una localidad del municipio de Doñinos de Ledesma, en la comarca de Tierra de Ledesma, provincia de Salamanca, España. 

## Toponimia
Su nombre deriva de Taya Formentos, denominación con la que venía registrado en el siglo XIII.

## Historia
La fundación de Tajurmientos se remonta a la Edad Media, obedeciendo a las repoblaciones efectuadas por los reyes leoneses en la Alta Edad Media, que lo ubicaron en la jurisdicción de Ledesma, dentro del Reino de León, denominándose en el siglo XIII Taya Formentos.
Con la creación de las actuales provincias en 1833, Tajurmientos, perteneciendo ya a Doñinos de Ledesma, quedó encuadrado en la provincia de Salamanca, dentro de la Región Leonesa.

## Demografía
En 2021 Tajurmientos se encontraba oficialmente despoblado (INE 2021).
| Gráfica de evolución demográfica de Tajurmientos entre 2000 y 2021                       |
|                                                                                          |
| Fuente: Instituto Nacional de Estadística de España - Elaboración gráfica por Wikipedia. |